# Xylotrechus rufilius
Xylotrechus rufilius är en skalbaggsart som beskrevs av Bates 1884. Xylotrechus rufilius ingår i släktet Xylotrechus och familjen långhorningar. Inga underarter finns listade i Catalogue of Life.